# Smermus fisheri
Smermus fisheri là một loài bọ cánh cứng trong họ Cerambycidae.